# Manuel de Jesús Cabrera Maciá
Manuel de Jesús Cabrera Maciá (* 1913 in Veracruz; † 1997 in Mexiko-Stadt) war ein mexikanischer Botschafter.

## Leben
Seine Frau María Ramona Rey (* 1921 in Havanna) kam 1925 nach Mexiko, wo sie einen Master in Literatur an der UNAM erhielt. Als Maciá von 1945 bis 1952 das Casa de México in Paris leitete, wurde sie am Instituto de Estudios Hispánicos an der Sorbonne zur Doktorin promoviert und fertigte eine Studie mit dem Titel Díaz Mirón o la exploración de la rebeldía.
Cabrera Maciá war ein Schüler von José Gaos. Für die zweite Auflage von Bases para una fundamentación de la sociología schrieb Gaos ein kurzes Vorwort. Nach seiner Karriere als Diplomat 1984 beschäftigte sich Cabrera Maciá wieder mit der philosophischen Forschung am Instituto de Investigaciones Filosóficas der UNAM.
Am 1. August 1960 wurde die mexikanische Gesandtschaft in Wien zur Botschaft aufgewertet.
Während seiner Amtszeit als Botschafter in Wien vertrat Cabrera Maciá die mexikanische Regierung bei der IAEA.

## Veröffentlichungen
- Bases para una fundamentación de la sociología, 1938
- Los supuestos del idealismo fenomenológico 1979, 2. Auflage 1994.

| Vorgänger                   | Amt                                                                        | Nachfolger                                  |
| --------------------------- | -------------------------------------------------------------------------- | ------------------------------------------- |
| Guillermo Jiménez y Jiménez | Mexikanischer Botschafter in Wien 1. April 1959 bis 15. März 1965          | Amalia González Caballero de Castillo Ledón |
| Mario Armando Amador Durón  | Mexikanischer Botschafter in Frankfurt 23. April 1965 bis 28. Februar 1971 | Antonio Ruiz Galindo (hijo)                 |
| —                           | Mexikanischer Gesandter in Canberra März 1965 bis 15. März 1965            | Eugenio de Anzorena                         |
| Alfonso Cortina Gutiérrez   | Mexikanischer Botschafter in Den Haag 6. Juni 1971 bis 1. April 1977       | Homero Aridjis                              |
| Antonio Gómez Robledo       | Mexikanischer Botschafter in Athen 14. Februar 1978 bis 10. Dezember 1983  | Olga Pellicer Silva                         |